# Euphrasia remota
Euphrasia remota är en snyltrotsväxtart som beskrevs av Francis Whittier Pennell. Euphrasia remota ingår i släktet ögontröster, och familjen snyltrotsväxter. Inga underarter finns listade i Catalogue of Life.